# Гайслинген-ан-дер-Штайге

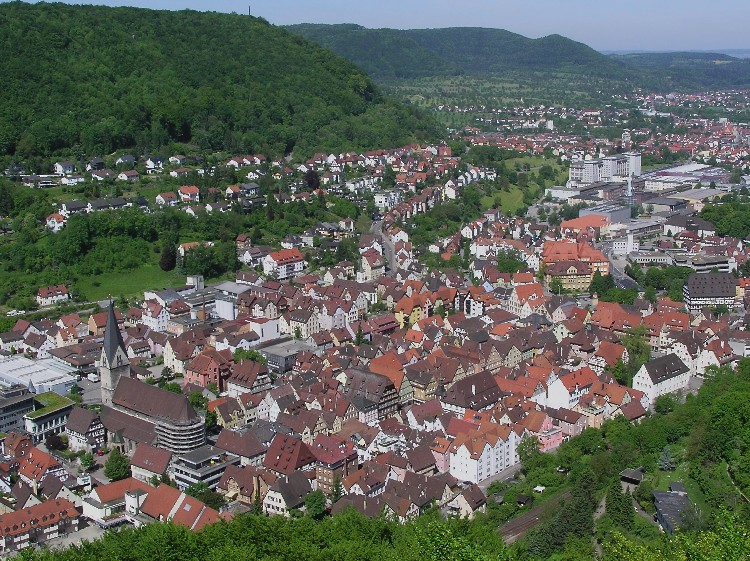
Гайслинген-ан-дер-Штайге

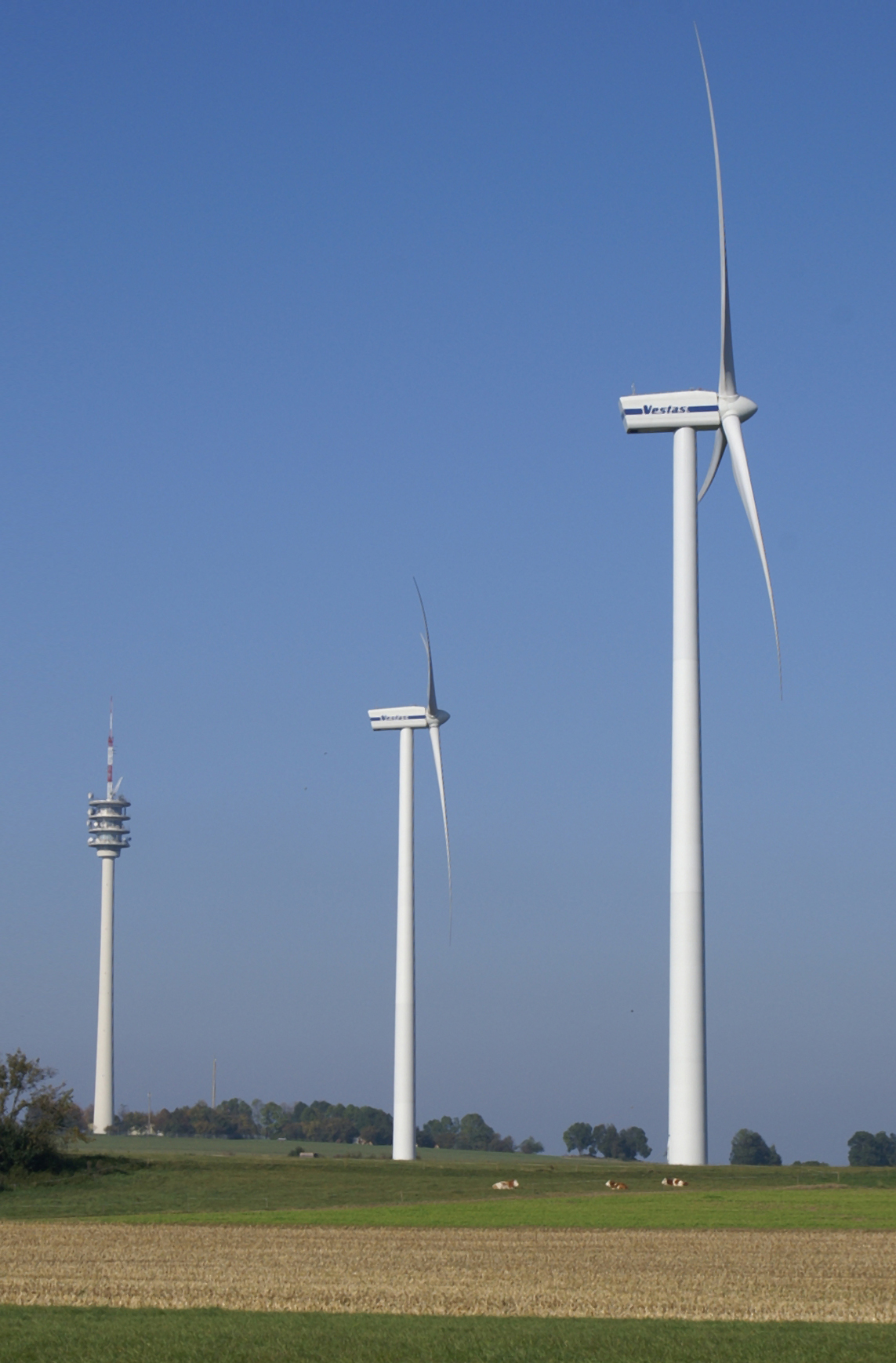
Гайслинген-ан-дер-Штайге, радиомачта и ветряки

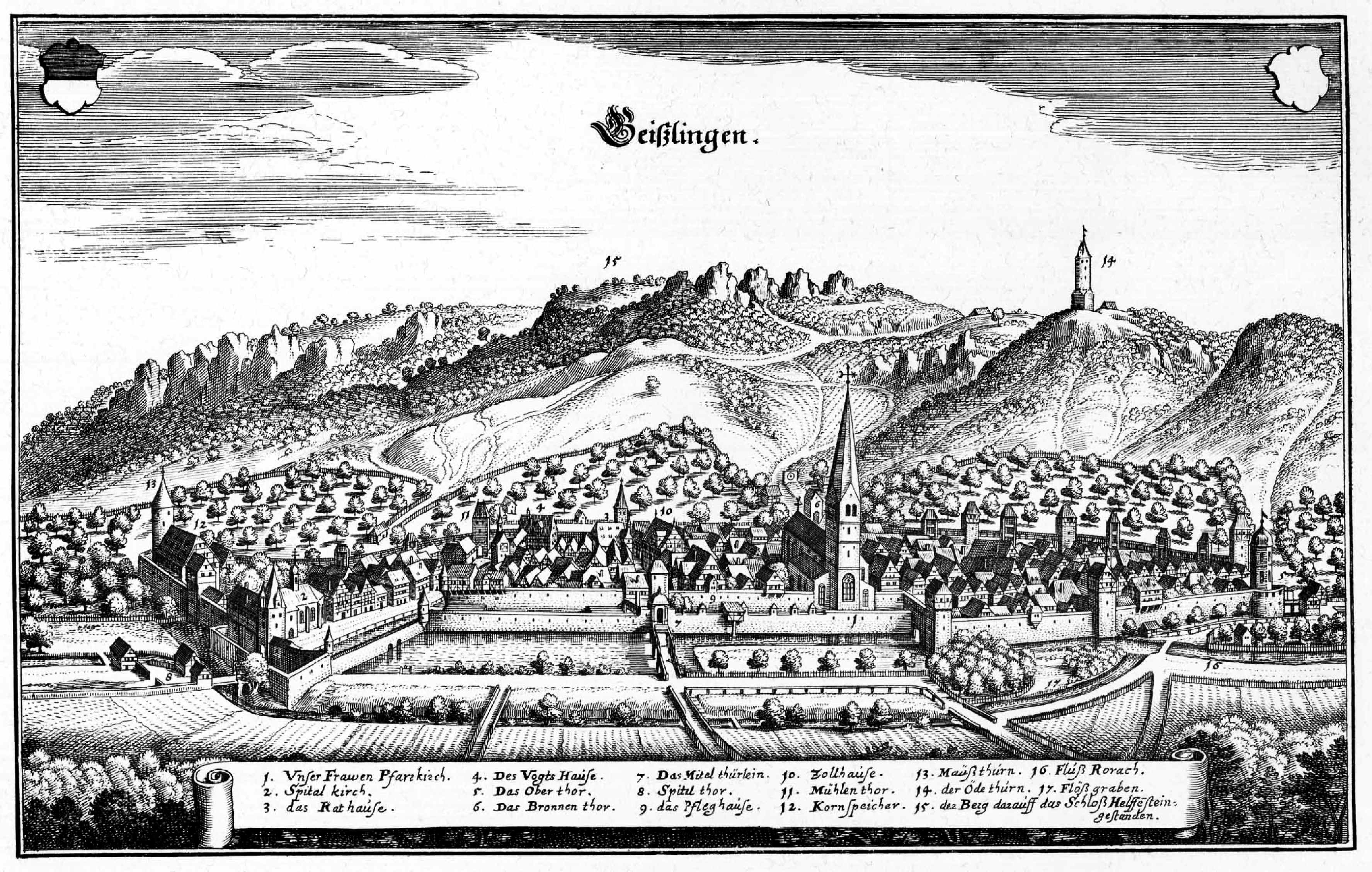
Гайслинген, гравюра на меди, около 1650

Гайслинген-ан-дер-Штайге (нем. Geislingen an der Steige) — город в Германии, районный центр, расположен в земле Баден-Вюртемберг. 
Подчинён административному округу Штутгарт. Входит в состав района Гёппинген. Население составляет 26 841 человек (на 31 декабря 2010 года). Занимает площадь 75,83 км². Официальный код — 08 1 17 024.
Город подразделяется на 7 городских районов.